# Bankovní systém Izraele
Bankovní systém Izraele vznikal již v 1. polovině 20. století v době před vznikem státu Izrael jako projev rostoucího sionistického hnutí, jehož součástí byly i finanční instituce. Po vzniku nezávislého Izraele postupně získal atributy samostatného státu s regulátorem (Banka Izraele).

## Historie
Už 27. února 1902 vznikla v Londýně Anglo-Palestine Company, za jejímž založením stála Světová sionistická organizace. Později se z ní vyvinula Banka Le'umi. Už ve 20. – 40. letech 20. století vznikaly na území dnešního Izraele četné soukromé a veřejné banky, z nichž některé přežily do současnosti. Často šlo o ústavy napojené na politická hnutí a jednotlivé ekonomické sektory. Například roku 1923 to byla nynější Banka Mizrachi-Tfachot, kterou zřídilo hnutí Mizrachi. Banka Ocar ha-chajal vznikla roku 1946 pro potřeby židovských veteránů britské armády. Banka ha-Po'alim založená roku 1921 byla satelitní organizací odborové centrály Histadrut.
V roce 1948 byla banka Anglo-Palestine Bank (nástupkyně Anglo-Palestine Company) pověřena úkolem zřídit měnový systém nově vzniklého státu Izrael. 16. srpna 1948 byla podepsána dohoda mezi vládou a touto bankou, na jejímž základě byla zavedena izraelská měna. Tisk bankovek probíhal v New Yorku. Banka měla ovšem stále své sídlo v Londýně. V roce 1950 proto byla založena banka Le'umi se sídlem v Tel Avivu, která 1. května 1951 převzala aktiva londýnské banky. V roce 1952 vydala novou sérii bankovek, nyní již nesoucích jméno státu Izrael. Teprve v roce 1954 vznikla banka Izraele (Bank of Israel) jako centrální banka a banka Le'umi se stala ryze komerční bankou.
Po vzniku státu Izrael pokračovalo zřizování dalších bank, často se silnou rolí státu, a probíhala jejich konsolidace do větších celků. Například v roce 1972 inicioval tehdejší ministr financí Izraele Pinchas Sapir sloučení několika menších ústavů do First International Bank of Israel. Zaměstnancům ve školství byla k dispozici Banka Masad. Pro potřeby místních samospráv sloužila banka Ocer ha-šaltun ha-mekomi (dnes Dexia Israel Bank).
V 80. letech 20. století postihla izraelský bankovní sektor rozsáhlá krize provázená i odhalením finančních machinací. V srpnu 1984 bylo několik předních bank (například Israel Discount Bank) obviněno z porušení zákona a manipulace s cenami akcií. V roce 1986 pak v důsledku této aféry proběhla vlna rezignací managementu dotčených bank. V následném období bankovní sektor obnovoval souběžně se stabilizací izraelské ekonomiky své pozice. Má zároveň rostoucí mezinárodní záběr (například Banka Mizrachi-Tfachot a Banka Le'umi). Mnohé finanční domy jsou rovněž obchodovány na Telavivské burze cenných papírů. Izraelští Arabové využívají služeb Arab Israel Bank.

## Pořadí izraelských bank podle velikosti
Podle dat z roku 2010 jsou izraelské banky řazeny podle výše celkových aktiv následovně:
| pořadí | název                              | výše aktiv (miliónů šekelů) | poznámka                                     |
| ------ | ---------------------------------- | --------------------------- | -------------------------------------------- |
| 1      | Banka Le'umi                       | 321 775                     |                                              |
| 2      | Banka ha-Po'alim                   | 309 555                     |                                              |
| 3      | Israel Discount Bank               | 187 817                     |                                              |
| 4      | Banka Mizrachi-Tfachot             | 118 439                     |                                              |
| 5      | First International Bank of Israel | 104 568                     |                                              |
| 6      | Banka Igud                         | 30 323                      |                                              |
| --     | Mercantile Discount Bank           | 21 807                      | ovládá ji Israel Discount Bank               |
| --     | Banka Ocar ha-chajal               | 14 314                      | ovládá ji First International Bank of Israel |
| --     | Banka Jahav                        | 14 314                      | ovládá ji Banka Mizrachi-Tfachot             |
| 7      | Bank of Jerusalem                  | 9 301                       |                                              |
| --     | U-Bank                             | 9 218                       | ovládá ji First International Bank of Israel |
| 8      | Dexia Israel Bank                  | 6 599                       |                                              |
| --     | Arab Israel Bank                   | 4 759                       | ovládá ji Banka Le'umi                       |
| --     | Banka Masad                        | 4 346                       | ovládá ji First International Bank of Israel |
| --     | Banka PAGI                         | 3 111                       | ovládá ji First International Bank of Israel |